# Praomyini
Praomyini là một tông thuộc phân họ Chuột Cựu Thế giới (Murinae). Hầu hết các loài thuộc tông này được tìm thấy tại châu Phi Hạ Sahara, chỉ có loài Mastomys erythroleucus được tìm thấy tại Bắc Phi và loài Ochromyscus yemeni tại bán đảo Ả Rập. Ngoài ra, một chi hóa thạch (Karnimata) được biết đến, phân bố tại Ấn Độ và Pakistan (cũng như ở Kenya) suốt thế Miocen muộn.

## Phân loại

### Chi còn tồn tại
Tông này bao gồm các chi:
- Chingawaemys
- Colomys
- Congomys
- Heimyscus
- Hylomyscus
- Mastomys
- Montemys
- Myomyscus
- Nilopegamys
- Ochromyscus
- Praomys
- Serengetimys
- Stenocephalemys
- Zelotomys

### Chi hóa thạch
- †Karnimata[6]
  - †Karnimata darwini
  - †Karnimata fejfari